# Европейска общност за въглища и стомана
Европейската общност за въглища и стомана (съкратено ЕОВС) е създадена с договор в Париж на 18 април 1951 г. от Франция, Западна Германия, Италия, Белгия, Люксембург и Холандия с цел да се обединят въглищните и стоманени ресурси на нейните държави членки. Организацията е първата по рода си, в която присъства наднационална институция, и поради това се счита за първата стъпка в европейската интеграция.
ЕОВС е предложена на 9 май 1950 г. от френския външен министър Робер Шуман, но идеята за интеграционния подход принадлежи на Жан Моне, известен неофункционалист. Договорът за организацията влиза в сила на 23 юли 1952 г. и е за срок от 50 години.  През 2002 г. изтича давността на договора и след като не е подновен, всички активи на ЕОВС са абсорбирани от Европейската общност. По време на съществуването си ЕОВС успява да създаде общ пазар, но не успява да предотврати западането на въглищната и стоманената индустрия. Въпреки това общността поставя основите на Европейския съюз.

## Върховен орган
Ръководна роля върху общия пазар за въглища и стомана има Върховния орган на ЕОВС, предшественик на Комисията на Европейския съюз. Състои се от 9 души, независими от националните правителства. Върховният орган има право да осъществява наблюдение над пазара, да предлага мерки за неговото по-добро функциониране, да налага данъци, от които да се издържа. Наред с това той може да предоставя или блокира отдаване на заеми и да налага глоби при отказ на информация или при нелоялна конкуренция. Освен в поддържането на пазара в сектора, ЕОВС работи и в областта на социалната политика, научните и технологични изследвания и транспорта. В тези области Върховният орган се подпомага от Консултативен комитет, съставен от представители на различни социални групи, чиито интереси са засегнати от политиките на ЕОВС. От 1967 г. функциите на Върховен орган изпълнява единната Комисия на Европейските общности.

## Съвет на министрите, Парламентарна асамблея и Съд
Други институции на ЕОВС са Съвета на министрите, Парламентарната асамблея и Съдът. Съветът на министрите представлява националните правителства и има за задача приемането и прилагането на ниво национални правителства, политиките заложени в договора и предложенията на Върховния орган по тях. От 1967 г. той също става общ за Европейските общности (ЕОВС, Европейската икономическа общност и Европейската общност за атомна енергия).
Асамблеята на ЕОВС има чисто консултативни функции. Първоначално е съставена от представители на националните законодателства. Макар да е предвидено по-рано, едва през 1979 са проведени първите преки избори за депутати в нея. С подписването на Римските договори през 1957 г., създаващи ЕИО и Евратом, е подписан и протокол за сливане на Асамблеите и Съдилищата на Общностите в едно.
Задача на Съда е да осъществява мониторинг върху дейността на останалите органи.

## Фонд за изследвания на въглища и стомана
Организацията „Европейска общност за въглища и стомана“ престава да съществува от 2002 с изтичане на договора, в който е заложен срок от 50 г. Не всички дейности обаче са прекратени. Фондът за изследвания на въглища и стомана продължава своето съществуване, тъй като средствата за него са дошли от индустрията и не могат да бъдат върнати на членуващите държави. Фондът се издържа от инвестирания капитал в размер на 1,6 милиарда евро, които са дадени от европейските компании от въглищната и стоманената индустрии за обучение, изследвания и реструктуриране. Инвестицията осигурява средства от около 55 – 60 милиона евро на година. Средствата се разпределят от дирекция G (Индустриални технологии) на главна дирекция Проучвания (Research), част от Европейската комисия. Разпределянето на средствата се ръководи от Комитет за въглища и стомана (COSCO), чиито членове са националните представители. По решение на съвета, годишните средства се разпределят по 27,2% за изследвания на въглища и 72,8% за изследвания на стомана.